# Recas (kommunhuvudort)
Recas är en kommunhuvudort i Spanien.   Den ligger i provinsen Toledo och regionen Kastilien-La Mancha, i den centrala delen av landet, 50 km sydväst om huvudstaden Madrid. Recas ligger 571 meter över havet och antalet invånare är 2 877.
Terrängen runt Recas är platt. Runt Recas är det ganska tätbefolkat, med 80 invånare per kvadratkilometer. Närmaste större samhälle är Illescas, 14,4 km nordost om Recas. Trakten runt Recas består till största delen av jordbruksmark.